# Gasteruptiinae
Gasteruptiinae – podrodzina błonkówek z nadrodziny skrócieni i rodziny zadziorkowatych.
Przedstawiciele tej podrodziny wyróżniają się głównie krótkimi żuwaczkami, obecnością przedudzi oraz wyciętym lub szczelinowatym sternitem subgenitalnym u samic. Ponadto różnią się od Hyptiogastriinae budową pierwszej komórki dyskoidalnej przednich skrzydeł.
Gasteruptiinae są inkwilinistycznymi drapieżnikami lub kleptopasożytami pszczołowatych.
Podrodzina kosmopolityczna. W Polsce występują 4 gatunki: G. assectator, G. jaculator, G. opacum, G. undulatum.
Opisano dotąd kilkaset gatunków, z których większość (ponad 400) należy do podrodzaju nominatywnego. Do Gasteruptiinae zalicza się rodzaje:
- Gasteruption Latreille, 1796
- Plutofoenus Kieffer
- Spinolafoenus Macedo
- Trilobitofoenus Macedo